# La sinagoga di Vilna
La sinagoga di Vilna è un dipinto olio su pannello cm 83x65,5 cm) realizzato nel 1935 dal Marc Chagall.
Fa attualmente parte di una collezione privata.